# 喬斯坦伯格翼龍屬
喬斯坦伯格翼龍屬（學名：Geosternbergia）是翼龍目無齒翼龍科的一屬，生存於白堊紀晚期的北美洲。喬斯坦伯格翼龍是種大型翼龍類，翼展約3到6公尺。在過去的分類歷史中，喬斯坦伯格翼龍曾長期被歸類於無齒翼龍。喬斯坦伯格翼龍是兩性異形動物，體型、頭冠形狀隨者性別、年齡而有不同變化。

## 體徵

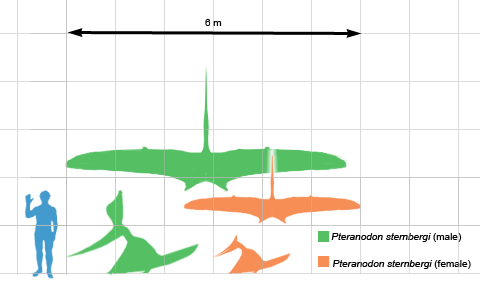
喬斯坦伯格翼龍與人類的體型比較圖，雄性(綠)、雌性(橘)

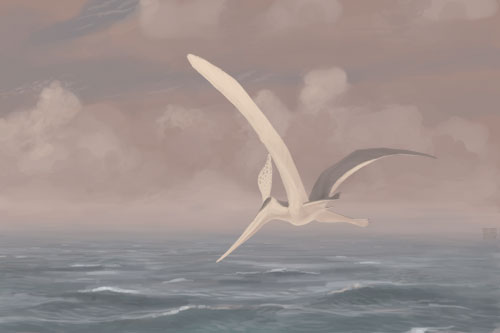
喬斯坦伯格翼龍的想像圖

喬斯坦伯格翼龍是種大型翼龍類，成年個體的翼展約3到6公尺，下頜長度為1.25公尺。雖然大部分標本遭到擠壓、破碎，目前標本仍已足夠作出詳細的研究。
喬斯坦伯格翼龍头部后方的頭冠由額骨延伸而成，往頭部的後上方延伸。不同個體的頭冠有不同形狀與大小，原因有年齡、性別、物種。斯氏喬斯坦伯格翼龍的雄性個體，頭冠較為筆直、較大，頭冠的前緣有寬廣扁平部分；而梅氏喬斯坦伯格翼龍的雄性個體，頭冠較小、較短、外形較圓。兩個種的雌性個體，體型比雄性個體還小，頭冠也較小、外形較圓。研究人員推論，牠們的頭冠可能具有視覺辨識物的功能，但可能也有其他次要功能。
喬斯坦伯格翼龍的化石發現於美國中部的尼歐伯若拉組（Niobrara Formation）、皮埃爾頁岩組（Pierre Shale Formation）地層，兩個地層的地質年代橫跨晚康尼亞克階到早坎潘階的400萬年。在尼歐伯若拉組地層，喬斯坦伯格翼龍的化石發現於下層，而非較上方的兩層。在2003年，肯尼思·卡彭特（Kenneth Carpenter）研究尼歐伯若拉組的地理分佈、地質年代，提出斯氏喬斯坦伯格翼龍生存於8800萬到8500萬年前；而另一群翼龍類化石生存於8150萬到8050萬年前，這群翼龍類化石之後被命名為梅氏喬斯坦伯格翼龍。

## 命名與分類
在過去的分類歷史中，斯氏喬斯坦伯格翼龍曾被歸類於無齒翼龍。兩者的主要差異在於頭冠形狀。在1952年，喬治·史登柏格（George F. Sternberg）在尼歐伯若拉組的下層發現這些翼龍類化石。在1966，John Christian Harksen將這些化石命名為無齒翼龍的一種，斯氏無齒翼龍（Pteranodon sternbergi）。由於地質年代比長頭無齒翼龍還早，克里斯·班尼特（Chris Bennett）等人提出斯氏無齒翼龍是長頭無齒翼龍的直系祖先。
在1978年，斯氏無齒翼龍被建立為獨立屬，模式種是斯氏喬斯坦伯格翼龍（Geosternbergia sternbergi）。屬名與種名都是以最初發現化石的喬治·史登柏格為名。在1990年代以前的許多翼龍類研究，多將喬斯坦伯格翼龍視為無齒翼龍的一個種，或是一個亞屬。在2010年，翼龍類學家亞歷山大·克爾納（Alexander Kellner）等人發現斯氏無齒翼龍、長頭無齒翼龍有足夠的差異，兩者應為不同屬；在同份研究裡，克爾納等人將部分化石建立為新種，梅氏喬斯坦伯格翼龍（G. maysei）。梅氏喬斯坦伯格翼龍的化石，過去曾被鑑定為長頭無齒翼龍的成年雄性個體。

## 兩性異形

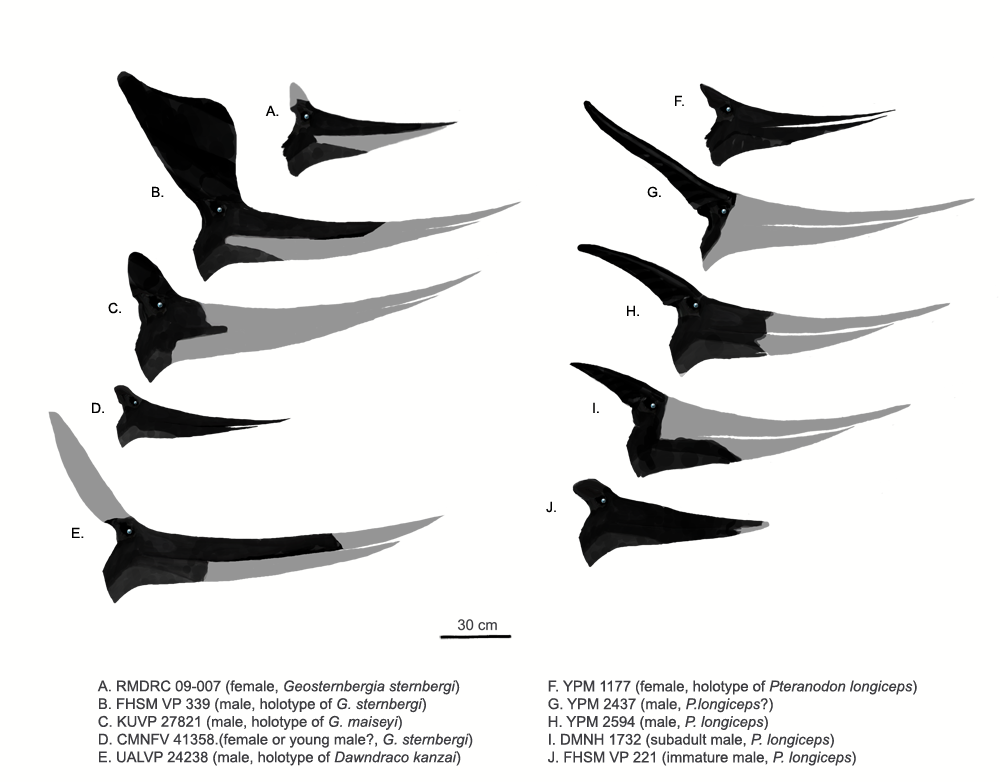
無齒翼龍科的頭部比較圖。A.斯氏喬斯坦伯格翼龍雌性、B.斯氏喬斯坦伯格翼龍雄性、C.梅氏喬斯坦伯格翼龍雄性、D.斯氏喬斯坦伯格翼龍雌性或未成年雄性、E.道恩翼龍。右排則為無齒翼龍

喬斯坦伯格翼龍的成年個體，體型可明顯分成兩個群體。體型較大個體，體型約是較小個體的1.5倍；而體型較小個體的數量，大約是較大個體的2倍。兩個群體的化石都發現於相同地層。在過去研究歷史，許多研究人員認為牠們代表不同種。在1992年，克里斯·班尼特等人提出這兩個群體代表同種翼龍類的不同性別，而斯氏無齒翼龍是兩性異形動物。體型較大個體的頭顱骨有高大、扁平頭冠；而體型較小個體的頭顱骨有較小、圓形頭冠，側面呈三角形。某些大型標本的口鼻部上側中線，有長而低矮的隆脊；體型較小個體的標本，則沒有發現這種口鼻部隆脊
研究人員根據兩者的骨盆結構，而發現兩者所代表的性別，而不是根據頭冠特徵。在體型較小個體，骨盆較大、較寬，研究人員推測牠們具有產道，可容納蛋通過、產下。研究人員因此提出，體型較小、骨盆較大的個體，代表是雌性個體；而體型較大、頭冠較大的個體，代表是雄性個體。
在2001年，克里斯·班尼特發現體型與頭冠大小，也與年齡有關。未成年的雄性、雌性個體，其頭冠大小、形狀類似成年的雌性個體。因此，只有成年的雄性個體生長到大型體型時，才發展出高大、扁平的頭冠。部分未成年的標本，仍難以鑑定牠們的性別。
喬斯坦伯格翼龍的雌性個體化石，數量約是雄性個體的兩倍。這個性別比例，接近某些現代動物，例如海獅與其他鰭足類哺乳動物。研究人員提出，喬斯坦伯格翼龍可能是一夫多妻動物，少數雄性會彼此互相競爭，成為一群雌性個體的主要交配者。如同現代鰭足類動物，喬斯坦伯格翼龍的雄性個體可能會彼此競爭生存領域，體型、頭冠較大的雄性個體會勝出，獲得比較多的生存領域、以及交配對象。雄性個體的高大、扁平頭冠，可能不會成為物種內打鬥的武器，而是當作視覺展示物，威嚇同性競爭者、或吸引異性。如果這個理論屬實，由於現代鰭足類動物的雄性個體沒有扶養後代的習性，類似雄性/雌性比例的喬斯坦伯格翼龍，其雄性個體可能也沒有扶養後代的習性。